# The Thin Red Line (soundtrack)
The Thin Red Line is de originele soundtrack van de film uit 1998 met dezelfde naam, gecomponeerd door Hans Zimmer. Het album werd op 12 januari 1999 uitgebracht door RCA Records.
Zimmer begon al aan de muziek te werken, voordat regisseur Terrence Malick aan de opnames was gestart. Malick gebruikte op de set al wel wat muziekthema's die Zimmer had gecomponeerd om een beeld te krijgen, voor hemzelf, de crew en de cast. Oorspronkelijk was de director's cut speelduur 4 uur (waar Zimmer van uitging), maar Malick huidige speelduur werd door re-cut terug gebracht naar 170 minuten. Hierdoor maakte de regisseur een selectie van de muziekstukken die Zimmer schreef. Voor het maken van de filmmuziek, gebruikte Zimmer onder meer Aziatische instrumenten, zoals een shakuhachi en een koto. Het nummer "Beam" werd geschreven door John Powell en het nummer "Sit Back And Relax" door Francesco Lupica. Het orkest werd begeleid door Gavin Greenaway. Het nummer "Journey To The Line" is in de loop der jaren behoorlijk bekend geworden, mede door de trailers van Pearl Harbor, 12 Years a Slave en X-Men: Days of Future Past.

## Musici
- Ryeland Allison - Percussie
- Tom Boyd - Hobo
- Marcla Dickstein - Harp
- Ellie Choate - Harp
- Katie Kirkpatrick - Harp
- Tommy Johnson - Tuba
- June Kuramoto - Koto

- Daniel Kuramoto - Shakuhachi
- Johnny Mori - Drums
- Ken Munday - Fagot
- Emil Richards - Drums, Klankschaal
- Bruno Roussel - Percussie
- James Thatcher - Hoorn
- Danny Yamamoto - Drums, Klankschaal

## Nummers
| Nr. | Titel                     | Duur |
| --- | ------------------------- | ---- |
| 1   | The Coral Atoll           | 8:00 |
| 2   | The Lagoon                | 8:36 |
| 3   | Journey To The Line       | 9:21 |
| 4   | Light                     | 7:19 |
| 5   | Beam                      | 3:44 |
| 6   | Air                       | 2:21 |
| 7   | Stone In My Heart         | 4:28 |
| 8   | The Village               | 5:52 |
| 9   | Silence                   | 5:06 |
| 10  | God U Tekem Laef Blong Me | 1:58 |
| 11  | Sit Back And Relax        | 2:06 |

## Hitnoteringen

### NPO Klassiek Filmmuziek Top 200
| The Thin Red Line in de NPO Klassiek Filmmuziek Top 200 | The Thin Red Line in de NPO Klassiek Filmmuziek Top 200 |
| Jaar                                                    | 2024                                                    |
| ------------------------------------------------------- | ------------------------------------------------------- |
| Positie                                                 | 192                                                     |

## Prijzen en nominaties
| Jaar | Prijs           | Categorie                    | Genomineerde(n) | Uitslag     |
| ---- | --------------- | ---------------------------- | --------------- | ----------- |
| 1999 | Academy Award   | Beste dramatische filmmuziek | Hans Zimmer     | Genomineerd |
| 1999 | Satellite Award | Beste soundtrack             | Hans Zimmer     | Gewonnen    |